# Courgenard
Courgenard – miejscowość i gmina we Francji, w regionie Kraj Loary, w departamencie Sarthe.
Według danych na rok 2010 gminę zamieszkiwało 485 osób, a gęstość zaludnienia wynosiła 42 osoby/km².